# Стежко, Станислав Андреевич
Стежко Станислав Андреевич (20 февраля 1938, Жёлтые Воды — 17 мая 2012, Днепропетровск) — украинский советский партийный деятель, Председатель исполкома Днепропетровского областного Совета народных депутатов. Депутат Верховного Совета УССР и СССР. Член Центрального комитета Коммунистической партии Украины.

## Биография
Станислав Стежко родился 20 февраля 1938 года в городе Жёлтые Воды. В 1956 году окончил среднюю школу. Член КПСС с 1959 года. В 1964 году окончил Криворожский горнорудный институт.

### Трудовой путь
- 1956—1957 — электрослесарь ремонтно-механического завода в городе Жёлтые Воды Днепропетровской области.
- 1957—1960 — служба в Советской армии: радиотелеграфист, секретарь комсомольской организации батальона мотострелкового полка в Закавказском военном округе.
- 1960—1964 — скреперист шахты, студент, секретарь комитета ЛКСМУ Криворожского горнорудного института.
- 1964—1968 — инструктор, заведующий организационным отделом Ингулецкого районного комитета КПУ Кривого Рога.
- 1968—1969 — заместитель начальника технического отдела Ингулецкого горно-обогатительного комбината Днепропетровской области.
- 1969—1973 — 2-й секретарь Ингулецкого районного комитета КПУ Кривого Рога.
- 1973—1977 — 1-й секретарь Ингулецкого районного комитета КПУ Кривого Рога.
- 1977—1983 — инспектор ЦК КПУ.
- 1983—1989 — 1-й секретарь Криворожского городского комитета КПУ Днепропетровской области.
- ноябрь 1989 — январь 1991 — председатель исполнительного комитета Днепропетровского областного совета народных депутатов.
- январь 1991—1992 — 1-й заместитель председателя исполнительного комитета Днепропетровского областного совета народных депутатов.

С 1992 года Станислав Стежко директор южно-украинского производственного комплекса предприятия «Атомкомплект», председатель наблюдательного совета открытого акционерного общества «Атомкомплект».
Член ЦК КПУ в 1986—1991 годах. Депутат Верховного Совета УССР 11-го созыва. Народный депутат СССР в 1990—1991 годах от Верхнеднепровского территориального избирательного округа № 424 Днепропетровской области. Член Всеукраинской партии «Новая сила», № 6 в списке. Принимал участие в Парламентских выборах 2002 года.
Станислав Андреевич Стежко ушёл из жизни 17 мая 2012 года в Днепропетровске.

## Награды
- 1971 — орден Знак Почёта;
- 1974 — орден Трудового Красного Знамени;
- 1981 — орден Знак Почёта;
- 1988 — Почётная грамота Президиума Верховного Совета УССР;
- 2002 — Почётный знак «За заслуги перед городом 3 степени» (Кривой Рог)[4];
- нагрудный знак «За личный вклад в развитие Дзержинского района»[5];
- медали.